# Диметилглиоксим
Диметилглиоксим е химично съединение с формула CH3C(NOH)C(NOH)CH3. Диметилглиоксимът е съединение към групата на кетоксимите. Диметилглиоксим е най-добрият реактив за определяне на паладий и никел в разтвор.
{